# Trollholmsund

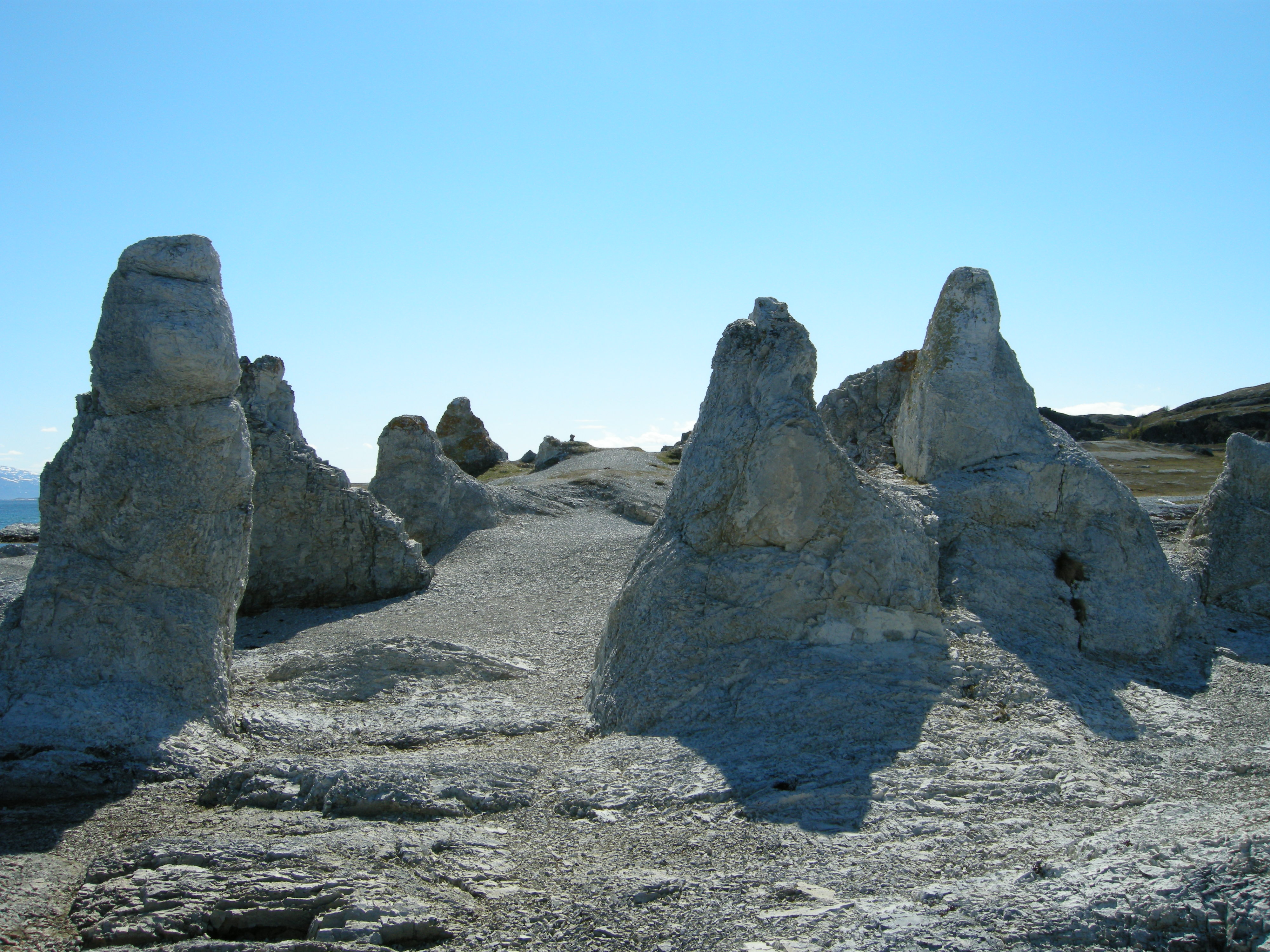
Einige der Trolle (Foto: Arnstein Rønning)

Der Trollholmsund (nordsamisch Jánánsulnuorri) in der Kommune Porsanger in der norwegischen Provinz (Fylke) Finnmark ist eine Meerenge an der Westseite des Porsangerfjords 30 km nördlich von Lakselv und 5 km östlich von Indre Billefjord. Dort befinden sich ca. 700 Millionen Jahre alte Steinsäulen aus Porsangerdolomit (Kalkstein).

## Legende
Die auffälligen Gesteinsformationen werden mit einer alten samischen Legende in Verbindung gebracht. Der Legende nach kamen eines Nachts Trolle schwer bepackt mit Schätzen, die sie in den Bergen vergraben wollten, über die Hochebene der Finnmarksvidda. Da ihnen das jedoch nicht rechtzeitig gelang, wollten sie den Fjord überqueren, wurden von der aufgehenden Sonne überrascht und erstarrten am Trollholmsund zu Stein.

## Gezeiten
Der Sund hat eine so geringe Tiefe, dass er bei Niedrigwasser trockenfallen kann und sich zeitweilig eine Landbrücke vom Festland zur östlich vom Sund im Porsangerfjord liegenden Gezeiteninsel Trollholmen bildet.

## Verkehrswege
Der Trollholmsund ist erreichbar über den Fylkesvei 8064 (Fv8064), der 3,6 km südlich von Indre Billefjord von der Europastraße 6 Richtung Kolvik abzweigt und nach 5 km auf einen Parkplatz führt. Von dort aus sind es noch 300 m Straße zu einem Gutshof und anschließend 700 m Wanderpfad bis zum Trollholmsund.